# Burgstall Unterübermoos
Der Burgstall Unterübermoos ist eine abgegangene Höhenburg auf 485 m ü. NHN in Spornlage im „Lederholz“ etwa 375 Meter westlich der Kirche von Unterübermoos, einem Ort in der Gemeinde Pfaffing im Landkreis Rosenheim in Bayern. Er wird als Bodendenkmal unter der Aktennummer D-1-7938-0080 als „Burgstall des hohen Mittelalters“ geführt.

## Beschreibung
Der Burgstall liegt in einem Waldgebiet auf einem Bergsporn 160 m nördlich der Attel und westlich der Filialkirche St. Margaretha in Unterübermoos. Von der ehemaligen Burganlage sind nur noch Reste des Halsgrabens und des Vorwerks erhalten.